# Слънчева светимост
Слънчевата светимост, L☉, е мерна единица за лъчев поток (мощност, излъчена под формата на фотони), която се използва от астрономите за измерване на светимостта на звезди. Определя се по отношение на Слънцето. Една слънчева светимост е 3,828×1026 W. Това не включва светимостта на слънчевото неутрино, което би добавило 0,023 L☉. Слънцето е леко променлива звезда и светимостта му варира. Голямото колебание е 11-годишният слънчев цикъл, който причинява периодична вариация от около ±0,1%. Други вариации през последните 200 – 300 години се считат, че са много по-малки от това.

## Определяне
Слънчевата светимост е свързана със слънчевата облъченост (слънчевата константа). Слънчевата облъченост е отговорна за орбиталното принуждаване, което предизвиква циклите на Миланкович, които определят земните ледникови цикли. Средната облъченост на върха на земната атмосфера понякога е известна като слънчевата константа, I☉. Облъчеността се определя като мощност на единица площ, така че слънчевата светимост (общата мощност, излъчвана от Слънцето) е получената облъченост на Земята (слънчева константа), умножена по площта на сферата, чийто радиус е средното разстояние между Земята и Слънцето:
{\displaystyle L_{\odot }=4\pi kI_{\odot }A^{2}\,}
където A е астрономическата единица в метри, а k е константа (чиято стойност е много близка до 1), която отразява факта, че средното разстояние между Земята и Слънето не е точно една астрономическа единица.